# Thomas Eininger
Thomas Eininger (* 28. April 1958) ist ein ehemaliger deutscher Fußballspieler.
Eininger begann seine Karriere beim TSuGV Großbettlingen. Später wechselte er zum FV 09 Nürtingen. Bei den A-Junioren wechselte er zum SSV Reutlingen. In der Saison 1975/76 bestritt Eininger ein Zweitligaspiel für die Schwaben, die am Ende der Saison in die Amateurliga abstiegen. Auch in der Spielzeit 1976/77 stand der Mittelfeldspieler Eininger noch in Reihen der Reutlinger und wurde unter anderem in der 1. DFB-Pokal-Hauptrunde eingesetzt. Später wechselte er wieder zurück zu seinem Heimatverein TSuGV Großbettlingen, wo er bis zu seinem Karriereende spielte.
Thomas Eininger ist der Bruder des baden-württembergischen Kommunalpolitikers Heinz Eininger, der Landrat im Landkreis Esslingen ist.